# Lagunilla, Tlaxcala
Lagunilla är en ort i Mexiko.   Den ligger i kommunen Tlaxco och delstaten Tlaxcala, i den sydöstra delen av landet, 90 km öster om huvudstaden Mexico City. Lagunilla ligger 2 591 meter över havet och antalet invånare är 1 567.
Terrängen runt Lagunilla är kuperad åt nordost, men åt sydväst är den platt. Runt Lagunilla är det ganska tätbefolkat, med 58 invånare per kvadratkilometer. Närmaste större samhälle är Tlaxco, 16,3 km öster om Lagunilla. Trakten runt Lagunilla består till största delen av jordbruksmark.